# ディートリッヒ・ローマン
ディートリッヒ・ローマン（Dietrich Lohmann, 1943年3月9日 - 1997年11月13日）は、ドイツの撮影監督。
テューリンゲン州出身。ベルリンの映画学校で学び、卒業後、ミュンヘンの映画会社に入社。1960年代後半から始まったニュー・ジャーマン・シネマの旗手、ライナー・ヴェルナー・ファスビンダーの作品を多く撮影した。1988年に渡米、ハリウッドに活躍の場を移した。
1997年11月13日、白血病のため死去。54歳。

## 主なフィルモグラフィー
- サーカス小屋の芸人たち 処置なし Die Artisten in der Zirkuskuppel: ratlos (1967) 撮影助手として
- 愛は死より冷酷 Liebe ist kälter als der Tod (1969) ※
- 出稼ぎ野郎 Katzelmacher (1969) ※
- 悪の神々 Götter der Pest (1969) ※
- 何故 R氏は発作的に人を殺したか? Warum läuft Herr R. Amok? (1969) ※
- リオ・ダス・モルテス Rio das Mortes (1970) ※
- ニクラスハウゼンへの旅 Niklashauser Fart (1970) ※
- アメリカの兵士 Der Amerikanische Soldat (1970) ※
- 四季を売る男 Händler der vier Jahreszeiten (1971) ※
- 八時間は一日にあらず Acht Stunden sind kein Tag (1972) ※
- ブレーメンの自由 Bremer Freiheit (1972) ※
- エフィ・ブリースト Fontane Effi Briest (1974) ※
- 秋のドイツ Deutschland Im Herbst (1978) オムニバス作品 ※
- 愛と野望のドイツ家 Väter und Söhne - Eine deutsche Tragödie (1986) テレビミニシリーズ
- 大脱走2 The Great Escape: The Untold Story (1989) テレビミニシリーズ
- ウェドロック Wedlock (1991)
- 美しき獲物 Knight Moves (1992)
- 愛の果てに The Innocent (1993)
- 薔薇の素顔 Color of Night (1994)
- カウチ・イン・ニューヨーク Un divan à New York (1996)
- ピースメーカー The Peacemaker  (1997)
- ディープ・インパクト Deep Impact (1998)

※印はライナー・ヴェルナー・ファスビンダーの監督作品。